# Paolo Malco
Paolo Malco (ur. 10 kwietnia 1947) – włoski aktor filmowy i telewizyjny.

## Filmografia

### Seriale TV
- 1975: La traccia verde jako Ginsberg
- 1978-1979: Powrót Świętego (The Return of the Saint)
- 1992: Delitti privati
- 1998: Zauroczenie 2 (Incantesimo 2)
- 1998: Zauroczenie (Incantesimo)
- 2000: Don Matteo  (gościnnie)
- 2002: Incantesimo 5  jako Giuseppe Ansaldi
- 2003: Zauroczenie 6 (Incantesimo 6) jako Giuseppe Ansaldi
- 2004: Incantesimo 7 jako  Giuseppe Ansaldi
- 2007: Ma chi l'avrebbe mai detto... jako Paolo

### Filmy fabularne
- 1973: Number one
- 1974: Młoda Lukrecja (Lucrezia giovane)
- 1974: Noa Noa
- 1974: Klątwa San Valentino (Le scomunicate di San Valentino)
- 1977: Il gatto dagli occhi di giada
- 1977: Dove volano i corvi d'argento
- 1977: Io ho paura
- 1981: Dom przy cmentarzu (Quella villa accanto al cimitero) jako Dr. Norman Boyle
- 1982: Assassinio al cimitero etrusco
- 1982: Nowojorski rozpruwacz (Lo squartatore di New York)
- 1983: Grom Thunder
- 1983: Ucieczka z Bronxu (Fuga dal Bronx)
- 1984: Tuareg pustynny wojownik (Tuareg - Il guerriero del deserto)
- 1985: Franciszkanie w ruchu oporu (The Assisi Underground)
- 1986: Portami la luna
- 1986: Zginiesz o północy (Morirai a mezzanotte)
- 1988: La casa dell'orco
- 1990: Tre colonne in cronaca
- 2002: Dom anioła (La casa dell'angelo)
- 2003: Claras Schatz
- 2006: Barbara Wood: Burzliwe lata (Sturmjahre)
- 2007: Pokój z widokiem (A Room with a View) jako Fabio